# Leucania inframicans
Leucania inframicans là một loài bướm đêm trong họ Noctuidae.